# Waldbaum's Hamlet Cup 1994
Il Waldbaum's Hamlet Cup 1994 è stato un torneo di tennis giocato sul cemento. È stata la 14ª edizione del torneo, che fa parte della categoria World Series nell'ambito dell'ATP Tour 1994. Si è giocato al Hamlet Golf and Country Club di Commack, Long Island, New York negli Stati Uniti dal 22 al 28 agosto 1994.

## Campioni

### Singolare maschile
Evgenij Kafel'nikov ha battuto in finale  Cédric Pioline con il punteggio di 5–7, 6–1, 6–2

### Doppio maschile
Olivier Delaître /  Guy Forget hanno battuto in finale  Andrew Florent /  Mark Petchey con il punteggio di 6–4, 7–6